# 1402
1402 (MCDII) var ett normalår som började en söndag i den julianska kalendern.

## Händelser

### Juli
- 20 juli – Timur Lenk besegrar och tillfångatar sultanen Bayezid I i slaget vid Ankara.

### Okänt datum
- Drottning Margareta och Erik av Pommern skriver till hansestäderna och ber dem att utlämna den falske kung Olof som har uppträtt i Danzig. I augusti överlämnas han till drottningen i Kalmar. Han avrättas på höstmarknaden samma år i Skanör-Falsterbo.
- Island, som undkom digerdöden på 1300-talet, drabbas nu av pesten. Stora delar av landet läggs öde. Dödssiffrorna vid kyrkliga centralorter är förfärande. Tre personer sägs ha överlevt i Skálholt, en i Þingeyraklaustur; Munkaþverá är troligen utraderat. Det isländska sagaskrivandets guldålder är till ända.[1][2]

## Födda
- 23 november – Jean de Dunois, Bastarden av Orléans, fransk greve och militär.
- Eleonora av Aragonien, drottning av Portugal.

## Avlidna
- 1 augusti – Edmund av Langley, hertig av York.
- Gian Galeazzo Visconti, hertig av Milano från 1395.
- Elisabet av Holstein